# 22 (număr)
Numărul 22 este un număr format din 2 cifre arabe. El este cuprins între numărul 21 și 23. Este un număr natural, întreg și rațional.

## În matematică
- Este un număr compus.[1][2]
- Este un număr semiprim.[3][4]
- Este al doilea număr Erdős-Woods.[5][6]
- Este un număr Perrin.[7][8]
- Este un număr Smith.[9][10]
- Este un număr Schröder.[11][12]
- Este un număr Størmer.[13][14]
- Este un număr centrat heptagonal.[15][16]
- Este un număr piramidal hexagonal.[17]
- Este un număr repdigit.[18][19]
- Este un palindrom[20][21].

## În știință și tehnologie

### În astronomie
- Messier 22 (cunoscut și ca M22) este un roi globular de formă eliptică aflat în constelația Sagittarius.
- Obiectul NGC 22 din New General Catalogue este o galaxie spirală cu o magnitudine 13,8 în constelația Pegas.
- 22 Kalliope este un asteroid din centura principală.
- 22P/Kopff este o cometă periodică din sistemul solar.

## Alte domenii
- Este codul de țară UIC al Ucrainei.[22]